# Lijst van programma's op televisiezenders van Medialaan
Alfabetische lijst van televisieprogramma's die sinds 1989 op de "volwassen" televisiekanalen van DPG MEDIA (voorheen Medialaan) VTM, VTM 2 en 2BE / Q2) met uitzondering van aangekochte buitenlandse programma's. De jaartallen tussen haakjes geven aan wanneer het programma oorspronkelijk te zien was. Het is dus mogelijk dat na een vermelde periode nog herhalingen van het programma worden of werden uitgezonden.

## 0-9
- (h)ALLOOMEDIA
- 10 om te zien (1989-2008)
- 13 Geboden (2018)
- 1010
- 1&70 (2007)
- 1 uur tijdverlies
- 100 Hete Vragen (2008)
- 101 Vragen aan ... (2007-2008)
- 101 Vragen aan VTM
- 101 vragen over 2007
- 2 x Anders
- 2 Meisjes op het Strand (2016-2017)
- 22/3: Wij waren daar (2021)
- 3 stedenspel
- 71° Noord (2006, 2008-2009)

## A
- Albert & Paola, het interview (2014)
- Alles in huis (2011)
- Alles Moet Weg (2008)
- Allez Allez Zimbabwe (2004)
- Alloo bij (2016, 2017, 2018)
- Alloo bij de Lokale Politie (2015)
- Alloo bij de Wegpolitie (2014, 2016-2020)
- Alloo bij Jambers (2015)
- Alloo en de Liefde (2018)
- Alloo in de Buitenlandse Gevangenis (2015, 2017, 2024-heden)
- Alloo in de Gevangenis (2012-2013)
- Alloo in de Nacht (2017, 2018)
- Alloo in de psychiatrie (2016)
- Alloo bij de Verkeerspoltie (2021-heden)
- Alloo in de Vrouwengevangenis (2014)
- Alloo uit de Gevangenis (2013)
- Alloo Undercover
- AllooLive
- All You Need is Love (2009-2011)
- Altijd prijs (2015)
- Amateurs (2014)
- Amigo's (2015)
- Annes Vlaamse 10 (2010-2011)
- Antwerp TAXI
- Aspe (2004-2014)
- Autowereld.TV
- Axel gaat binnen (2020)
- Axel opgelicht (2015)

## B
- Babyboom
- Balls of Steel (2014)
- Beat da Bompaz (2014-2015)
- Beat VTM (2019)
- Beauty & de Nerd (2006-2009)
- Beestig
- Beet! (2013)
- Bel Menu
- Belspelletjes
- Belgium's Got Talent (2012-2013, 2015-2016, 2018-2019, 2021)
- Benidorm (1989-1992)
- Benidorm Bastards (2009-2010)
- Beste Kijkers (2014-2016, 2018-2020, 2022)
- Bestemming X (2023)
- Bex & Blanche (1993-1994)
- Big & Betsy (2000-2003)
- Big Brother (2000-2003, 2006-2007)
- Binnen De Minuut (2011-2012)
- Binnenstebuiten (2013-2014)
- Binnen zonder Bellen
- Blanco (1991)
- Blind Date (1991-2005, 2019)
- Blind Getrouwd (2016-heden)
- Bluf!
- Boer zkt Vrouw (2004-2005, 2007-2014, 2018-heden)
- Bompa (1989-1994)
- Bouwen aan Geluk (2010-2011)
- Boxing Stars (2018)
- B&B zoekt Lief (2022-heden)

## C
- Café Majestic (2000-2003)
- CATHéRINE (2016)
- Chez Bompa Lawijt (1994-1996)
- Celebrity Shock (2007-2008)
- Chateau Bravoure
- Chef in Nood
- Cijfers & Letters
- Cijfers Liegen Niet (2012)
- Clan (2012)
- Club Camping
- Code 37 (2009-2012)
- Code van Coppens (2019-heden)
- Comedy Toppers (2010-2012)
- Commissaris Roos (1990-1992)
- Connie & Clyde (2013-2018)
- Coppers (2016)
- Cordon (2014-2016)
- Crème de la Crème (2013)
- Crimi Clowns (2012-2014)

## D
- Dag & Nacht: Hotel Eburon (2010)
- Danni Lowinski (2012-2013)
- Dansdate (2014)
- Dat belooft voor later
- Dat zal ze leren! (2011)
- David (2009-2010)
- De 25
- De dagshow
- De beste Belg
- De Beste Hobbykok van Vlaanderen (2009-2010, 2013)
- De Bende van Jan de Lichte (2018)
- De bunker (2015)
- De Designers
- De Farm
- De Foute Quiz (2007-2008)
- De Grote Sprong (2013)
- De Grote Volksquiz
- De heren maken de man
- De Honderd Helden van 2004
- De Italiaanse Droom
- De jaren 90 voor Dummies (2011)
- De jaren 2000 voor Dummies (2012)
- De juiste prijs
- De Kasteelkeuken
- De Kavijaks (2007)
- De keuken van de meester
- De keuken van Sofie (2012-2016)
- De Kinderacademie (1989-1994)
- De Kooi
- De Kotmadam (1991-2023)
- De Kroongetuigen (2013-2016)
- De Laatste Getuigen (1993)
- De Luchtpolitie (2011)
- De Luizenmoeder (2019-2020)
- De MeesterBakker (2012)
- De Meesterwerken van Paul Jambers
- De meest identieke tweeling
- De MUG
- De Nationale IQ Test (2007)
- De Nieuwe Garde
- De Nieuwe Mama
- De Para's
- De Parenclub (2014)
- De Perfecte Date
- De Perfecte Keuken
- De Perfecte Moord
- De Pfaffs (2002-2012)
- De Pietenbende van Sinterklaas (2004)
- De Plaatgast
- De Planckaerts (2003-2009)
- De Positivos (2020)
- De Raf en Ronny Show
- De Reporters
- De Rodenburgs (2009-2011)
- De Sleutel
- De Soundmixshow (1989-2000)
- De Stip
- De Strangorianen
- De Surprise show
- De trouwshow
- De vetste vakantie (2016)
- De (v)liegende doos
- De Waarzeggers (2015)
- De Wellnesskliniek
- De Wensboom
- De Wet volgens Milo
- De Wereld van K3 (2003-2013)
- De Werf
- De zomer van (2020)
- De Zomer van de Sterren (2005)
- De zonen van Van As (2012-2021)
- De zwakste schakel (2001)
- De Zware Voet
- Deadline 14/10 (2012)
- Deadline 25/5 (2014)
- Debby & Nancy Laid Knight
- Debby & Nancy's Warme Wintershow (2012)
- Deman
- Demoustier (2013)
- Dennis (2002-2003)
- Show
- Diamant (1997)
- Dierenplezier
- Dossier x
- Drie mannen onder één dak
- Droge voeding, kassa 4 (2001-2003)
- Dubbel Geboekt
- Dubbelspel (2016)

## E
- Echte Verhalen: De Buurtpolitie (2014-2021, 2023-heden)
- Echte Verhalen: De Kliniek (2013-2014)
- Echte verhalen: SOS 112
- Een echte job (2020, 2022)
- Een Job als een Andere
- Een ster in de familie (2011)
- Eén tegen 100 (2001-2002)
- EHBL
- Ella (2010-2011)
- En toen kwam ons ma binnen (2013)
- Expeditie Robinson (2000-2012, 2018)
- Expeditie Pairi Daiza

## F
- Factor 3
- Familie (1991-heden)
- Familie Backeljau (1994-1997)
- Familieraad (1990-1994, 2014)
- Fairtrade (2021)
- Faroek (2013-heden)
- Fear Factor (2005, 2022)
- Foute Vrienden (2013-2015)
- Free love paradise
- Funnymals (2013)

## G
- Gaston 80
- Gaston en Leo
- Ge hadt erbij moeten zijn
- Genoeg gelachen, nu humor
- Gerty
- Goal!
- GodzijDank
- Goedele
- Goedele live
- Goedele Nu
- Grappa
- Groene Vingers
- Groeten uit... (2017-2020)
- Grote Ster, Kleine Ster (2014-2015)

## H
- Hallo België! (2003-2005)
- Hans & De Griet
- Happy Singles
- Hartslag 100
- Hart van Vlaanderen
- Hart Voor Mekaar
- Helden van Hier: Corona (2020)
- Helden van Hier: Door het Vuur (2015-2017)
- Helden van Hier: In de Lucht (2016-2017)
- Helden van Hier: Op Interventie (2018-heden)
- Helden van de Kinderkliniek
- Hello Goodbye
- Help, mijn man heeft een hobby!
- Het Gala van de Gouden Schoen
- Het geheime leven van 5-jarigen (2015)
- Het grootste licht (2016)
- Het Lichaam van Coppens (2013-2018)
- Het mooiste meisje van de klas
- Het mooiste moment
- Het Nieuws (2004-2013)
- Het Spreekuur
- Het sterke geslacht
- Het Verstand Van Vlaanderen
- Het zal je hond maar zijn
- Het Zesde Zintuig
- Het Weer (1989-heden)
- Hit the Road
- Holland-België
- Hollywood in 't echt (2016)
- Hoe Zal Ik Het Zeggen? (2017-2021)
- Hou van ons
- Houd de dief
- HT&D
- Huis en Thuis

## I
- Idool (2003-2004, 2007, 2011)
- Ik vertrek uit Vlaanderen
- Ik wil je iets vertellen
- In Hart en Nieren
- Is er Wifi in Tahiti? (2015-2016)

## J
- Jacques en Urbain op Wereldtournee
- Jambers (1991-1998)
- Jambers.doc
- Jambers, 10 jaar later
- Jambers in de Politiek
- Jambers' Odyssee
- Jambers, het leven gaat voort
- Je Bent Wat Je Eet
- Jes (2009)
- Jonas & Van Geel (2015-2016)
- Jonge wolven (2020)
- Jonge zwanen (2012)
- Jungleboek
- Junior MasterChef (2012)
- Just the Two of Us (2006)

## K
- K2 zoekt K3 (2009, 2021)
- K3 zoekt K3 (2015)
- Kabouter Plop
- Kan Dit!?
- Kan iedereen nog volgen? (2018-2019)
- Kids Top 20
- Kinderpraat
- Klasgenoten (1989-1992, 2002)
- Klassedames
- Koen & The Gang
- Koen in Dakar
- Koning van de Wereld
- Kopspijkers (2004)
- Kriebels

## L
- Lady Truckers (2020)
- Lang Leve... (2013-2014)
- Latem leven
- Lego Masters (2020-2022, 2024-heden)
- Lekker Thuis
- Let's Get Fit
- Levensgevaar
- Levenslijn
- Liefde voor muziek (2015-heden)
- Lief en Leed
- Lili en Marleen (1994-2010)
- Lisa (2021-2023)
- Little Big Shots (2016)
- Loïc: Zot van koken (2019-2020)
- Lost in Tokyo (2008)
- LouisLouise (2008-2009)
- Luc & Bart - Een paar apart (2020)
- Luxebeesten

## M
- M!LF (2009-2010)
- Make Belgium Great Again (2018-2019)
- Manneke Paul (2012-2013)
- Marlène Exclusief
- Matroesjka's (2006-2008)
- Masterchef (2010-2012)
- Medialaan 1
- Meer moet dat niet zijn
- Meester! (1993)
- Met de deur in huis (2015-2016)
- Met Jambers onder Zeil
- Met Meus en vork
- Met Vier in Bed (2010-2019)
- Mijn keuken, mijn restaurant (2020)
- Mijn Pop-uprestaurant (2014-2016)
- Mijn Restaurant (2008-2011)
- Miljoenenjacht
- Milo (2024-heden)
- Miss België
- Missie Amazone
- Moeder, waarom leven wij? (1993)
- Moeders & dochters
- Moerkerke en de mannen (2016)
- Moerkerke en de Vrouwen (2017)
- Mooi Bloot
- My Name Is (2010-2011)
- My Name Is Michael (2010)

## N
- Namens André
- Natalia Backstage (2007)
- Nicholas (2015-2016)
- Niets Dan De Waarheid
- Nonkel Jef (1995-2001)
- Nonkel Mop (2013)
- Nu of nooit

## O
- Oekanda
- Onderzoeksrechters (2020)
- Ontspoord (2013)
- Ons geluk (1995-1996)
- Op 't Verkeerde Been
- Op zoek naar Maria (2009)
- Open Keuken met Sandra Bekkari (2017-2019)
- Operatie Renovatie (2012)
- Otten

## P
- Pa heeft een lief (2000)
- Patrouille Linkeroever (2016)
- Piets Pan
- Polspoel & Desmet
- Prematuurtjes (2013)
- Project K (2015)
- Pubers van Streek
- Puzzeltijd (2004-2009)

## Q
- Quiz Live

## R
- Raar Maar Waar
- Rad van Fortuin (1989-1997, 2004-2006)
- Ramona (1991)
- Ranking the Stars (2007-2008)
- Rap klap
- Ratjetoe (1991-2005)
- Recht van antwoord (2000-2006)
- Reclame AUB (2013-2014)
- Red mijn huis
- Red light
- Reglement Is Reglement
- Rijker dan je denkt?
- Robland (2006)
- Rok en Rol
- Royalty (1996-2016)
- Rude Tube
- Rupel

## S
- Safe
- Safety First (2013-2014)
- Sara (2007-2008)
- Schildestrand (2007)
- Schuif Af (1990-2006)
- Schoon en Meedogenloos
- Sergio & Axel: van de kaart (2019)
- Sergio Over De Grens (2022-heden)
- Sketch Up (2006)
- Sketch à gogo
- Snackmasters (2020)
- Sofie in de keuken van... (2016)
- So You Think You Can Dance (2008-2013, 2015)
- SOS Piet (2004-2013, 2022-heden)
- Splash!
- Spitsbroers (2015-2017)
- Spoed (2000-2008)
- Spartacus Run (2022)
- Stadion (1994-2005)
- Star (1989-1998)
- Star Academy (2005)
- Sterke Vrouwen
- Sterren en Kometen
- Sterren op de Dansvloer (2006-2012)
- Sterren Op Het IJs (2007)
- Stille Weldoeners
- Stressvakantie (2009-2013)
- Studio Gaga
- Studio Tarara (2019)
- Superhond 2007
- Supernanny
- Superstaar

## T
- 't Is maar tv
- Team Spirit
- Tegen de Sterren op (2010-2018)
- Telefacts (1990-heden)
- Telefacts NU (2020-heden)
- Telefacts Zomer (2006-heden)
- Telefacts Crime (2008-2013)
- Telefacts 360 (2010-2013)
- Telefacts Laat (2013-2015)
- Telefacts Winter (2018-2020)
- Telefacts Special (2020)
- Telekwinto
- Terug naar de Dansvloer
- The Big Bang (2023-heden)
- The Masked Singer (2020, 2022-2023)
- The Taste (2013)
- The Ultimate Dance Battle (2011-2012)
- The Voice Kids (2014-2017, 2019-2020, 2022-heden)
- The Voice van Vlaanderen (2011-2014, 2016-2017, 2019, 2021-heden)
- The Voice Senior (2018-2020)
- Tien Om Tegen De Sterren Op Te Zien (2014)
- Tien om te zien (1989-2008, 2021-heden)
- Tilt!
- Toast Kannibaal
- Top of the Pops
- Total loss in het bos (2015)
- Tragger Hippy (2005-2008)
- Trots van Vlaanderen
- Tsunami 12-12 (2005)
- TV Makelaar (2007)
- 2 Straten verder (1999-2009)
- Typisch Belgisch

## U
- Uit de Kast (2013)

## V
- Valkuil (2015-2016)
- Vanavond niet, schat
- Vanity plates (2020)
- Veel geluk, professor!
- Veel tamtam (2020)
- Veilig Thuis
- Verschoten & Zoon (1999-2007)
- Videodinges (1990-2004)
- Vierslag
- Vind mijn familie (2014)
- Vinger aan de poot
- VIPS
- Vlaamse Hollywoodvrouwen
- Vlaanderen boven
- Voor de Show (2011-2012)
- ... voor Dummies (2013)
- Vossenstreken (2015)
- Vroemtuigen (1989-1993)
- VTM Nieuws (1989-heden)[1]
- VTM Telefoneert (2013)

## W
- Waagstuk
- Wally's wereld
- Walters verjaardagsshow
- Wat als? (2011-2016)
- Wat een Jaar! (2018-2019, 2021)
- Wat nu weer?!
- Watte?
- Wauters vs. Waes (2014)
- Wedden dat..?
- Wendy en Verwanten
- Werk aan de Winkel
- Westenwind (1999-2003)
- Wetsdokters (2019)
- Wie ben ik? (1989)
- Wie trouwt mijn zoon? (2011)
- Wie wordt de man van Phaedra? (2008)
- Wie wordt de man van Wendy? (2006)
- Wie wordt Euromiljonair?
- Wie wordt (multi)miljonair?
- Wij van België (2009)
- Wij zijn K3 (2016)
- Wild van Dieren (2013-heden)
- Wipeout (2009)
- Wittekerke (1993-2008)
- Woordzoeker

## X Y Z
- X Factor (2005, 2008)
- Ze zeggen dat (2020)
- Zeppe & Zikki
- Zijn er nog kroketten? (2013-2017)
- Zomerrust (1993-1994)
- Zondag Josdag (1992-1999)
- Zone Stad (2003-2013)
- Zoom
- Zorgen voor later
- Zot van Vlaanderen (2010-2012)
- Zuidflank (2013)